# 184 (szám)
A 184 (száznyolcvannégy) a 183 és 185 között található természetes szám.
A 184 előáll négy egymást követő prímszám összegeként: 41 + 43 + 47 + 53 = 184
A 184 osztható osztóinak számával.